# Amaral Ferrador
Amaral Ferrador est une ville brésilienne du Sud-Est de l'État du Rio Grande do Sul, faisant partie de la microrégion des Serras du Sud-Est et située à 189 km au sud-ouest de Porto Alegre, capitale de l'État. Elle se situe à une latitude de 30° 52′ 32″ sud et à une longitude de 52° 15′ 13″ ouest, à une altitude de 140 mètres. Sa population était estimée à 6 232 en 2007, pour une superficie de 506 km2.
Le nom est un hommage au Général José Amaral Ferrador, qui naquit en Uruguay, mais, à 12 ans, s'engagea dans l'Armée brésilienne. Il prit part en 1855 à la Révolution Farroupilha, en 1851 à la Guerre Cisplatine contre le dictateur Juan Manuel de Rosas et, en 1864, combattit dans la Guerre du Paraguay durante seize années. À la fin de sa carrière militaire, il s'installa sur le territoire de l'actuelle municipalité, où il se consacra à l'agriculture et à l'élevage, faisant prospérer le lieu.
La constitution ethnique est distribuée entre descendants de Portugais (60 %), de Polonais (25 %) et d'Afro-Brésiliens (15 %).

## Villes voisines
- Encruzilhada do Sul
- Dom Feliciano
- Camaquã
- Cristal
- Canguçu